# تخصيص الأصوات
تخصيص الأصوات هو نظام للتصويت التكتيكي تم استخدامه في جمهورية الصين فيما يتعلق بتايوان منذ أواخر تسعينيات القرن الماضي وحتى عام 2004، حيث تم تغيير نظام التصويت من الصوت الفردي غير القابل للتحويل إلى نظام التصويت الموازي. وفي هذا النظام، يُطلب من الناخبين التصويت لمرشح الحزب استنادًا إلى بنود معينة، مثل تاريخ ميلادهم، وذلك لتوزيع الأصوات بالتساوي. وفي المناطق التي يكون لدى الحزب مرشحان، قد يُطلب من الذكور التصويت لأحد المرشحين ويُطلب من الإناث التصويت للمرشح الآخر لضمان التوزيع المتساوي للأصوات. وكان هذا النظام من الممارسات المتبعة أيضًا في اليابان وكوريا الجنوبية، حيث كان يُستخدم نظام التصويت الفردي غير القابل للتحويل.
وبدأت الأحزاب السياسية في هونغ كونغ في تبني هذه الإستراتيجية منذ عام 2000 للتغلب على تأثير نظام النسبة المتبقية الأكبر من حصة نظام هير المرتبط بالدوائر الصغيرة (من 5 إلى 8 أعضاء في عام 2008). وبهذا النظام، يكونون قادرين على الحصول على المزيد من المقاعد بعدد أقل من الأصوات من خلال ملء قوائم المرشحين المنفصلة في نفس الدوائر الانتخابية.